# Dolina Krąpieli
Dolina Krąpieli (kod PLH220072) – specjalny obszar ochrony siedlisk sieci Natura 2000, zlokalizowany na terenie województwa zachodniopomorskiego. Obszar obejmuje powierzchnię 232,76 ha. Teren wyznaczony został w celu długotrwałego zabezpieczenia naturalnych siedlisk życia oraz populacji zagrożonych wymarciem gatunków zwierząt (z wyłączeniem ptaków) takich jak: głowacz białopłetwy Cottus gobio, kozioróg dębosz Cerambyx cerdo, minóg rzeczny Lampetra fluviatilis, minóg strumieniowy Lampetra planeri, skójka gruboskorupowa Unio crassus oraz trzepla zielona Ophiogomphus cecilia.

## Siedliska pod ochroną(zkodem siedlisk)
- 3260 nizinne i podgórskie rzeki ze zbiorowiskami włosieniczników (Ranunculion fluitantis)
- 6120 ciepłolubne, śródlądowe murawy napiaskowe (Koelerion glaucae)
- 6210 murawy kserotermiczne (Festuco-Brometea i ciepłolubne murawy z Asplenion septentrionalis Festucion pallentis)
- 6430  ziołorośla górskie (Adenostylion alliariae) i ziołorośla nadrzeczne (Convolvuletalia sepium)
- 6510 niżowe i górskie świeże łąki użytkowane ekstensywnie (Arrhenatherion elatioris),
- 7230 górskie i nizinne torfowiska zasadowe o charakterze młak, turzycowisk i mechowisk,
- 9110 kwaśne buczyny (Luzulo-Fagetum)
- 9160 grąd subatlantycki (Stellario-Carpinetum)
- 91E0 łęgi wierzbowe, topolowe, olszowe i jesionowe (Salicetum albo-fragilis, Populetum albae, Alnenion glutinoso-incanae) i olsy źródliskowe,